# Los Palomos (obra de teatro)
Los Palomos es una obra de teatro de Alfonso Paso, estrenada en 1964.

## Argumento
Alberto y Eloísa han invitado a cenar a su casa a los Palomos (matrimonio formado por Emilio Palomo, empleado de Alberto, y Virtudes) y se les ocurre la idea de jugar a los detectives mientras esperan a que la cena sea servida. Por accidente Emilio cree haber matado a la tía Mercedes (aunque en realidad ya está muerta). Los Palomos deciden huir asustados, lo que hace que el plan de Alberto sea echado por tierra. Había planeado involucrar a Emilio en la muerte de su tía (ya que él fue el verdadero asesino). Sin embargo, los Palomos deciden regresar y consiguen enterarse de la verdad del embrollo, lo que hace que Alberto los persiga, con tan mala suerte que resbala en la nieve y fallece al darse un fuerte golpe en la cabeza. Ahora las cosas se complican para los Palomos, ya que tienen dos cadáveres de los que deshacerse y no solo uno. En ese momento hace su aparición el detective Castro, quien decide detener a los Palomos, pero antes que esto se produzca Virtudes tiene un plan, se disfrazará de espíritu, con el objeto de espantar a Eloísa y que ésta confiese la verdad, cosa que finalmente ocurre quedando los Palomos libres de toda sospecha.   

## Estreno
- Teatro de la Comedia, Madrid, 10 de enero de 1964.
  - Dirección: José Luis López Vázquez.
  - Escenografía: Martin Zerolo.
  - Intérpretes: José Luis López Vázquez, Gracita Morales, Carmen Carbonell, Gemma Cuervo, Carlos Muñoz, José María Prada, José Bastida, Agustín Povedano.

## Adaptación cinematográfica
En 1964 se estrenó la adaptación cinematográfica de la obra, dirigida por Fernando Fernán Gómez, que lleva el mismo título de la obra original. La pareja protagonista es la misma del estreno teatral, José Luis López Vázquez y Gracita Morales, completada por un elenco nuevo en el que figuraron figuras como Mabel Karr, Fernando Rey, Julia Caba Alba o Manuel Alexandre. La película tuvo gran éxito comercial.